# Tom Bean, Texas
Tom Bean là một thành phố thuộc quận Grayson, tiểu bang Texas, Hoa Kỳ. Năm 2010, dân số của xã này là 1045 người.